# Poluchów Wielki
Poluchów Wielki (ukr. Великий Полюхів) – wieś na Ukrainie w rejonie lwowskim (wcześniej w rejonie złoczowskim) obwodu lwowskiego.

## Historia
W 1921 wieś liczyła 166 zagród i 951 mieszkańców. W 1931 zagród było 183 a mieszkańców 1001.
Gmina Poluchów Wielki 1 sierpnia 1934 r.  weszła w skład gminy Gliniany w ramach reformy na podstawie ustawy scaleniowej z dotychczasowymi innymi gminami wiejskimi z siedzibami we wsiach: Jaktorów, Krzywice, Przegnojów, Rozworzany, Słowita, Zamoście i Żeniów.
W czerwcu 1944 nacjonaliści ukraińscy zamordowali 14 osób narodowości polskiej. Ocalała część polskich mieszkańców wsi uciekła do Glinian. Ich zabudowania zostały ograbione i częściowo spalone.